# 케이크는 거짓말

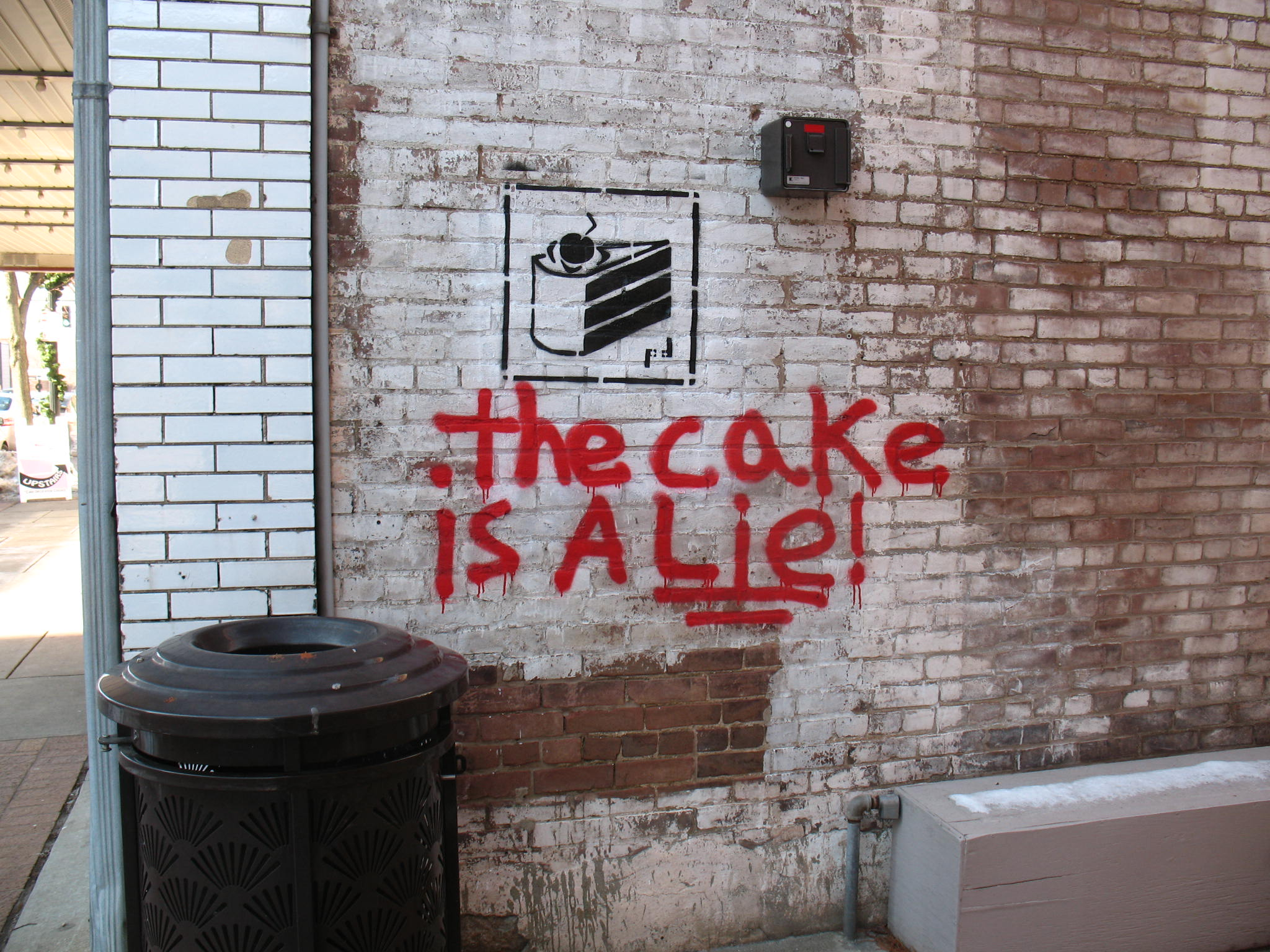
어배너 (일리노이주)의 벽 낙서. 캐치프레이즈와 게임 《포탈》의 케이크 조각 아이콘이 등장한다.

케이크는 거짓말(The cake is a lie)은 2007년 비디오 게임 《포탈》에 등장하는 캐치프레이즈이다. 원래 더그 랫맨이 남긴 낙서로, 게임의 주요 악당인 GLaDOS가 플레이어를 속이고 있음을 경고하기 위한 것이었다. 이 문구는 게임 개발팀이 플레이어에게 약속된 보상을 절대 주지 않을 것이라는 것을 암시하는 사소한 언급이자 숨겨진 농담으로 의도되었다. 이 문구는 예상치 못하게 《포탈》 플레이어들 사이에서 인기를 얻었으며, 이후 널리 퍼진 인터넷 밈이 되어 게임의 원래 맥락을 벗어나 새로운 의미와 연관되게 되었다.

## 사용

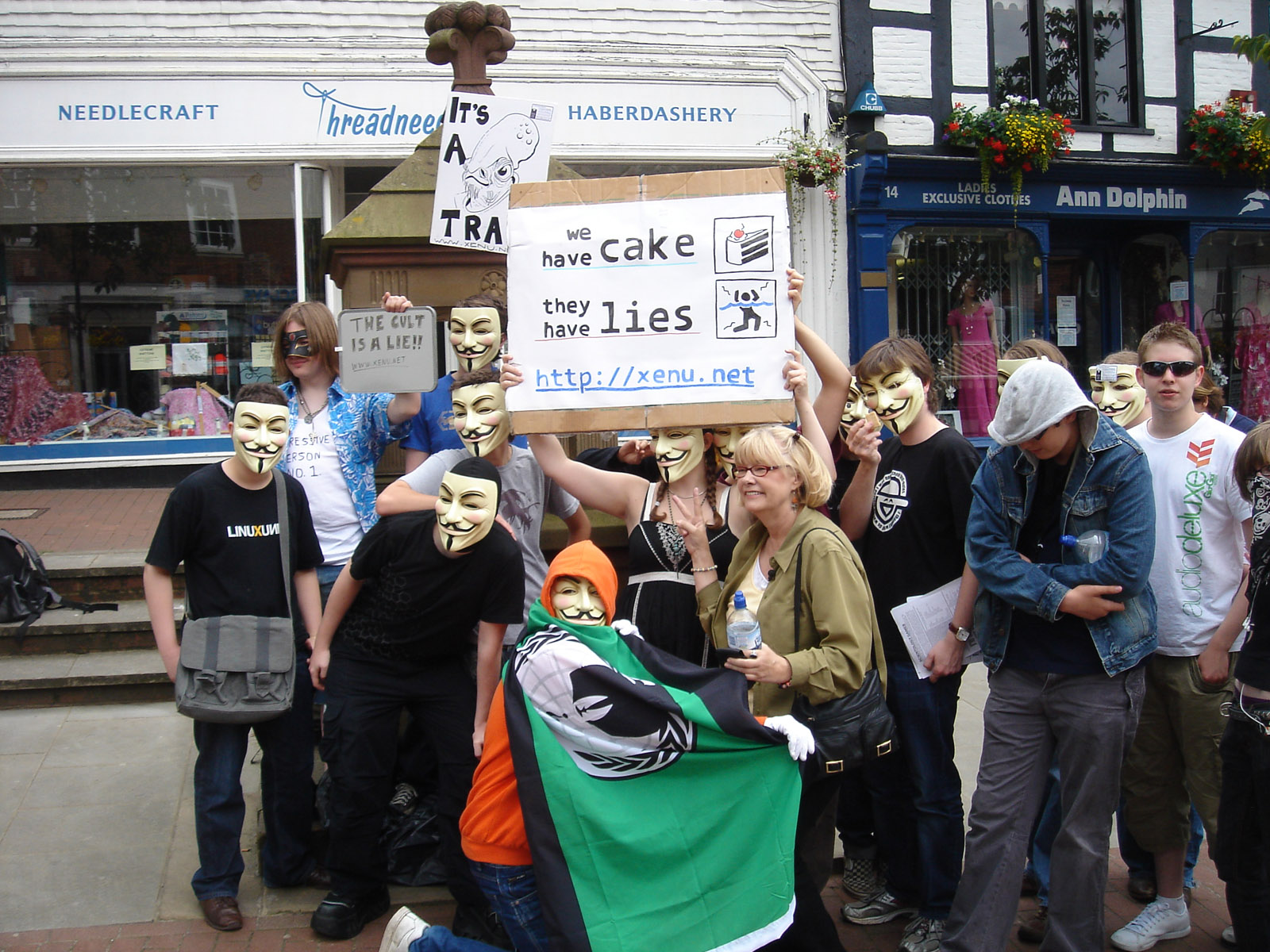
오퍼레이션 클램베이크 회원들이 원래 문구를 수정하여 완전히 다른 맥락에서 사용한 예

"케이크는 거짓말"이라는 문구의 원래 맥락은 《포탈》의 플레이어 캐릭터인 첼에게 동기를 부여하기 위해 보상이 사용되고 있지만, 실제로 제공할 의도는 없다는 메시지를 전달하는 것이었다. 《포탈》 팬들 사이에서 이 문구를 초기 사용한 것은 냉소적인 지식 상태를 나타냈으며, 이는 공유된 경험과 거짓 동기 부여의 원천을 식별하는 방법이었다.
이 문구는 결국 인터넷 문화에서 반복적으로 사용되면서 원래의 맥락과 의미에서 멀어졌다. 예를 들어, 이 문구는 공허하고 달성할 수 없는 목표 추구를 나타내는 관용구로 사용되거나, 한 연구 학자가 영국 교육 시스템 알고리즘의 결함에 대한 시위를 논의하는 참고 자료로 사용되기도 했다. "케이크는 거짓말"은 《포탈》을 참조하는 팬 아트로든, 사람이나 물체의 실제와 같은 복제품으로 디자인된 케이크에 대한 문자적인 설명으로든 실제 케이크를 지칭하는 데에도 사용된다.

## 기원

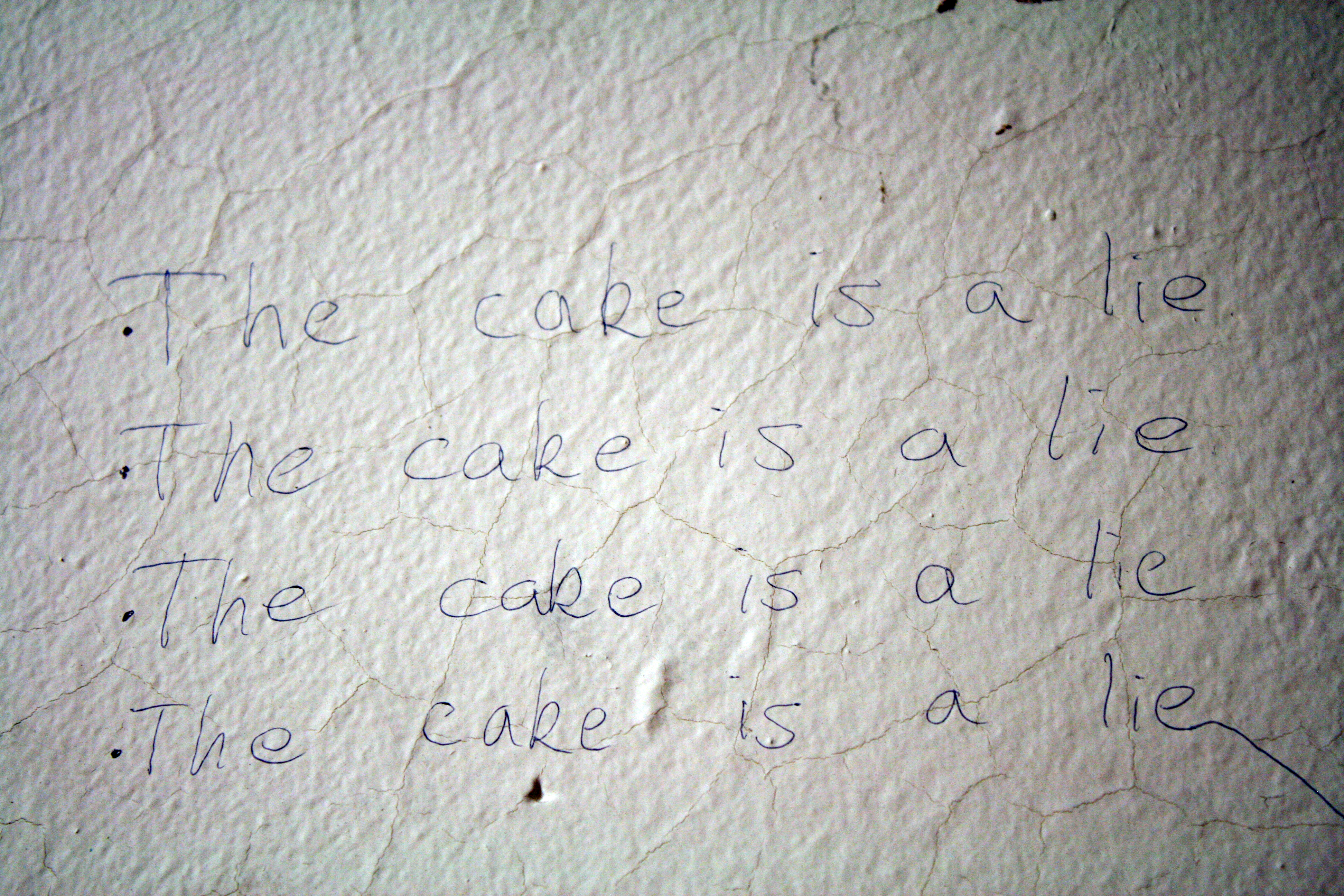
"케이크는 거짓말" 낙서를 볼펜으로 재현한 그림. 비디오 게임 《포탈》에서는 이 메시지가 맨 콘크리트 벽에 두껍고 잉크로 된 글자로 그려져 있다.

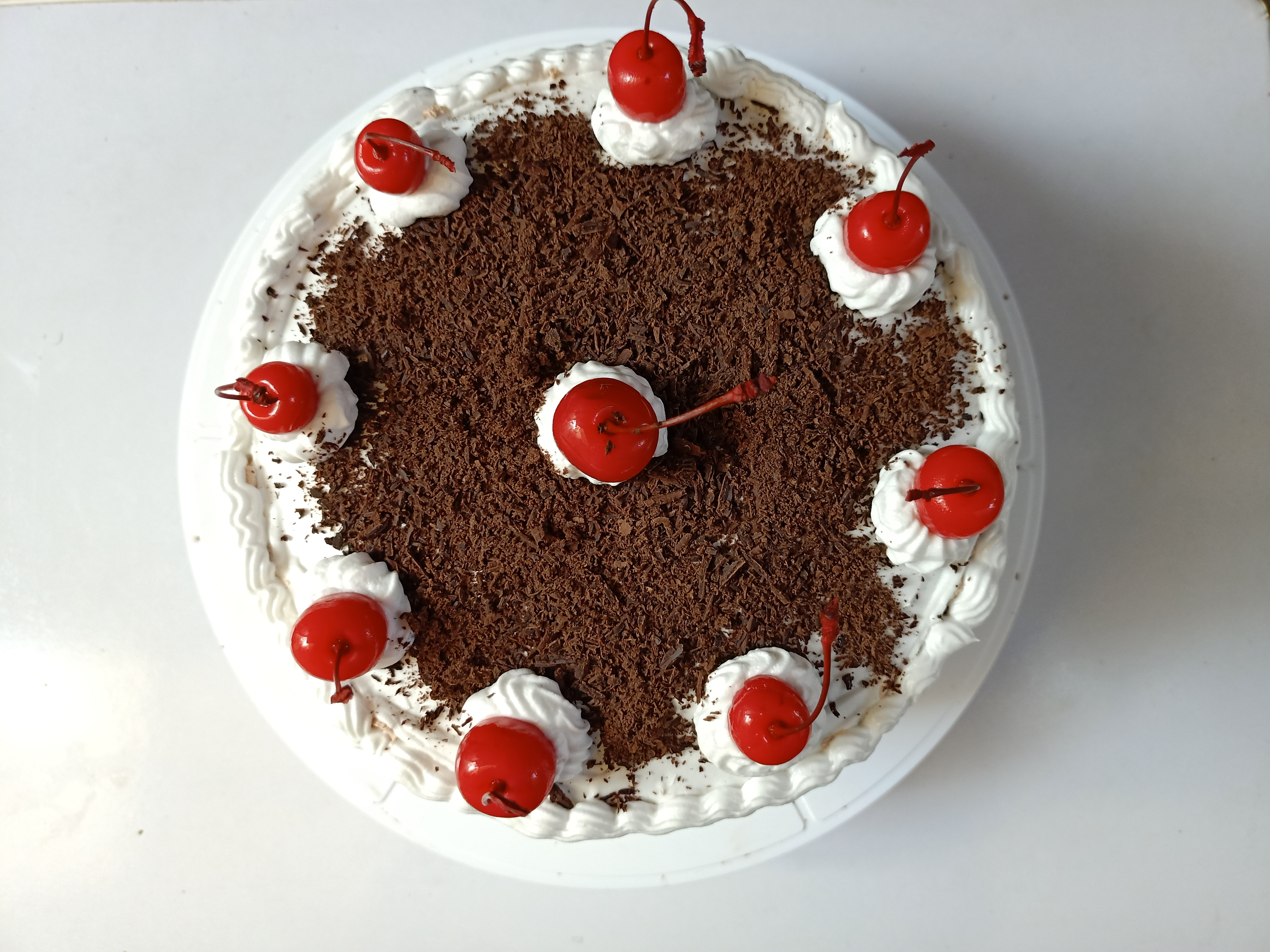
게임에 등장하는 슈바르츠발트 케이크

이 문구는 2007년 비디오 게임 《포탈》에 처음 등장한다. 이 문구는 플레이어가 완료해야 하는 실험실 전체에 숨겨진 벽감 안에 정신 나간 방식으로 낙서되어 있으며, 애퍼처 사이언스 신경독 사고의 마지막 생존 과학자인 더그 랫맨이 여러 번 썼다. 이 문구는 첼을 실험실을 통해 안내하는 AI 개체인 GLaDOS가 모든 실험실을 달성하면 보상으로 케이크를 약속한다는 사실을 언급한다. 그러나 GLaDOS는 이중적인 것으로 밝혀졌고, 랫맨은 경고 메시지를 남겼다. 케이크는 게임의 엔딩 크레디트에 등장하는 노래 "Still Alive" 가사에 언급된다.
《포탈》 작가 에릭 울파우와 쳇 팰리섹은 이 문구를 플롯 장치로 개발했으며, "설정, 공개, 쿠키 영상에서 한두 번 웃음을 선사하는 테마 앵커"로서 바이러스 현상이 될 가능성은 전혀 고려하지 않았다. 울파우와 팰리섹은 플레이어 캐릭터가 폭발하는 시설에서 탈출한 후 하늘에서 떨어지는 무해한 고리가 팬들에게 인기를 얻을 것이라고 예상했다. 케이크를 제안된 보상으로 사용하는 아이디어는 《포탈》 개발 프로세스 초기에 작가들이 그룹으로 모여 어떤 철학자나 철학 학파를 기반으로 게임을 만들 것인지 결정할 때 나왔다. 팀원 중 한 명이 많은 사람들이 케이크를 좋아한다고 제안했을 때 합의에 도달했다.
케이크 요소와 숨겨진 영역에서 플레이어에게 제공되는 추가 메시지는 킴 스위프트가 작성하고 그렸다. 케이크는 슈바르츠발트 케이크이며, 밸브 사무실 근처 레드먼드 지점의 리젠트 베이커리 앤 카페 케이크 디자인을 기반으로 했다.

## 확산
"케이크는 거짓말"은 인터넷 전반의 수많은 메시지 게시판 포럼과 블로그에서 자주 인용되었다. 웹사이트 Know Your Meme의 편집장 돈 칼드웰은 "케이크는 거짓말"과 같은 캐치프레이즈 밈이 인터넷을 통해 쉽게 퍼지고 확산에 참여하는 진입 장벽이 매우 낮다고 말했다.
이 문구에 대한 관심은 2009년 초에 시들해졌지만, 같은 해 7월 6일에 다시 인기를 얻었는데, 칼드웰은 이를 이 문구를 언급한 Xkcd 만화 때문이라고 말했다. GamesRadar의 타일러 와일드는 "케이크는 거짓말"이 2009년까지 가장 많이 반복된 비디오 게임 인용구 중 하나가 되었다고 언급했다. 2008년에 MTV.com의 편집자였던 스티븐 토틸로는 "Still Alive"라는 주제곡과 웨이티드 컴패니언 큐브와 함께 "케이크는 거짓말"이 《포탈》의 폭넓은 인기에 일부 기여했다고 말했다. PC 게이머의 제임스 대븐포트는 이 밈의 인기에 결정적으로 기여한 요인 중 하나는 2007년이라는 해에 데뷔했기 때문이라고 주장했다. "2007년은 가장 전설적인 밈들이 악명 높은 주목을 받고 이상하고 설명할 수 없는 기호학 퍼레이드의 머리맡에 자리매김한 해"였다. 어맨다 브레넌은 이에 동의하며 2007년은 인터넷 문화가 4chan과 같은 틈새 포럼에서 벗어나 "자신만의 생태계"로 진입하며 주류의 매력을 얻은 지점이라고 제안했다.
이 문구는 2020년에 또 다른 케이크 기반 밈이 소셜 미디어에 확산되면서 대중 문화에서 사용이 다시 급증했다. 이 밈은 초현실적인 케이크가 다른 것처럼 보이게 만들어지는 것을 문자적으로 설명하는 데 사용된다.
2025년 1월, 할로 나이트: 실크송 개발자 윌리엄 펠렌이 암호적인 트윗을 올리고 프로필 사진을 케이크 조각 이미지로 바꾼 후 이 문구의 사용이 다시 급증했다. 역이미지 검색 결과 이 사진은 2024년 4월 2일에 게시된 케이크 레시피 사진으로 추적되었다. 이와 함께 여러 다른 요인들로 인해 팬들은 2025년 4월 2일로 예정된 닌텐도 다이렉트에서 이 게임에 대한 소식이 있을 것으로 믿게 되었다. 게임의 마케팅 책임자인 매튜 그리핀은 트윗이나 케이크 사진이 어떤 의미도 가지고 있지 않다는 것을 간접적으로 부인했으며, 그의 대리인은 "케이크는 거짓말이었다"고 말하며 소식을 마무리했다. 부인에도 불구하고, 이 게임은 2025년 4월 닌텐도 다이렉트에 짧게 등장했으며 2025년 출시 예정 발표도 함께 있었다.

### 대중 문화의 묘사

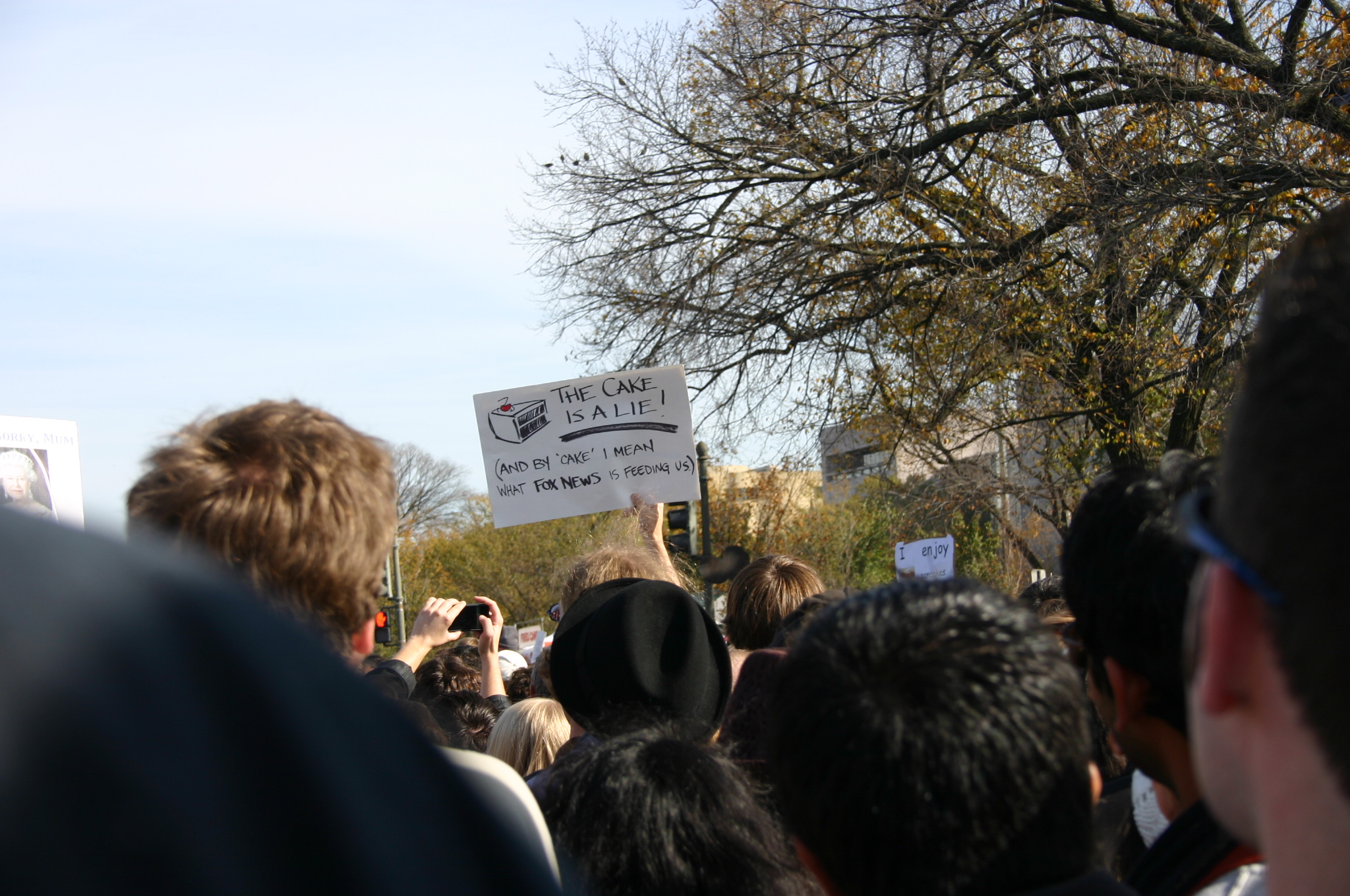
상식 및 공포 복원 집회의 피켓 시위에서 이 문구를 인용하여 미국의 케이블 뉴스 TV 채널을 비판하는 모습

이 밈은 팬 영화에서 언급되었으며, 비디오 게임 기자들에 의해 다른 비디오 게임에 대한 논의에서도 사용되거나 게임 자체 내에서 이스터 에그로 사용되었다. 예를 들어, 《['Splosion Man]]》, 《드래곤 에이지: 오리진스》, 《월드 오브 워크래프트》, 《어쌔신 크리드 발할라》, 그리고 《마인크래프트》가 있다.
이 문구는 다른 맥락에서도 발견되었다. 2008년 3월 런던 사이언톨로지 사무실 앞에서 열린 반사이언톨로지 시위에 부착된 스티커에 등장했다. "초자연적 조사 및 연구"에 전념하는 오클라호마의 초자연 단체인 수너 초자연을 다룬 KJRH-TV 기사에서는 한 그룹 회원이 귀신 들린 건물로 추정되는 곳을 걷다가 칠판에 낙서된 이 문구를 발견하는 모습이 그려졌으며, 이 낙서가 초자연적이거나 특이한 기원을 가지고 있음을 암시했다.
《포탈》 케이크에 대한 언급은 공식 및 비공식 캐릭터 상품의 다양한 형태로 사용되었다. 이 문구는 《포탈》 출시 이후 실제 케이크에 대한 인터넷 문화에서 자주 인용되었다.

## 반응
비디오 게임 기자들은 《포탈》에서 "케이크는 거짓말"이 환경적인 스토리텔링의 훌륭한 예라고 칭찬했다. Ars Technica 편집자 조나단 노이스는 "케이크는 거짓말"이 "All your base are belong to us" 이후 게임계에서 가장 강력한 내부 농담 중 하나라고 말했다. 마셔블은 "케이크는 거짓말"을 2000년대 가장 잊을 수 없는 게임 밈으로 선정했다. 리젠트 베이커리는 게임 출시 이후 슈바르츠발트 케이크가 가장 인기 있는 품목 중 하나가 되었다고 언급했다.
반대로 디 이스케이피스트 편집자 벤 크로쇼는 인터넷 밈의 남용, 특히 ['Splosion Man]]에서 이 문구가 이스터 에그로 사용된 것을 비판했다. 그는 인터넷 밈을 사용하여 자신에게 개성을 부여하는 사람들을 비판하며, "케이크는 거짓말"이 《포탈》에서 가장 재미있는 것은 아니라고 주장했다.
2010년 Gamasutra와의 《포탈 2》 인터뷰에서 울파우는 당시 다가오는 게임에서 케이크에 대한 농담이나 언급을 하지 않을 것이라고 밝혔는데, 이는 그가 "밈에 싫증이 났기 때문"이라고 말했다. 밸브는 같은 해에 유머로서 이 캐치프레이즈의 홍보를 중단할 의향이 있다고 밝혔지만, 2013년에 독일 라이선스 업체인 가야 엔터테인먼트가 《포탈》 브랜드를 위한 공식 라이선스 케이크 믹스를 만들고 출시했다. 울파우는 《포탈 2》에 대한 인터뷰에서 농담이 "은퇴"했지만 "어떤 괴짜 아티스트가 어딘가에 케이크 언급을 숨겨두었을 수도 있다"고 말했다. 《포탈 2》에는 케이크에 대한 두 가지 명백한 언급이 있다. 첫 번째는 《포탈》의 사건과 《포탈: 랫 라트》 만화를 묘사한 벽화에서 GLaDOS가 첼에게 케이크를 제공하는 장면이다. 두 번째는 GLaDOS가 "GlaDOS 긴급 종료 및 케이크 보급소"라고 표시된 가짜 문으로 플레이어를 속일 때 발생한다. 케이크 레시피는 게임 전체에 흩어져 있는 컴퓨터 모니터에 나타날 수 있는 혼란스러운 내용 중 하나이다.